# Franz Moritz Roser
Franz Moritz Roser (18. září 1818 Teplice nad Metují – 11. srpna 1906 Broumov) byl rakouský a český lékař a politik německé národnosti, v 2. polovině 19. století poslanec Českého zemského sněmu a Říšské rady.

## Biografie
Absolvoval Karlo-Ferdinandovu univerzitu v Praze, kde 26. listopadu 1851 obdržel titul doktor všeobecného lékařství. Působil pak jako praktikant a sekundář na pražské oční klinice. Následně se usadil jako oční lékař v Broumově. Kromě toho po několik let řídil lázně v nedalekém pruském (nyní polském) Neurode a zkoumal rovněž léčivé účinky vody v Lázních Jeseník. Podnikl také studijní cesty po Německu a Francii.
V Broumově byl aktivní ve veřejném životě. Vydával zde list Vorwärts. V roce 1881 pronesl projev při odhalování pomníku císaře Josefa II. v Broumově. V 60. letech 19. století se zapojil i do zemské a celostátní politiky. V zemských volbách v lednu 1867 byl zvolen na Český zemský sněm v kurii venkovských obcí (obvod Broumov – Police). Mandát obhájil za tentýž obvod i v krátce poté vypsaných volbách v březnu 1867, stejně jako v následujících zemských volbách v roce 1870, volbách v roce 1872, volbách v roce 1878 a volbách v roce 1883. Ve sněmu setrval do konce funkčního období v roce 1889 a nepřetržitě tak byl zemským poslancem po 22 let.
Zasedal také v Říšské radě (celostátní zákonodárný sbor), kam ho vyslal zemský sněm poprvé v dubnu 1867 (tehdy ještě Říšská rada nevolena přímo, ale tvořena delegáty jednotlivých zemských sněmů). Znovu ho sem zemský sněm delegoval ve funkčním období 1871–1873 (slib složil 7. května 1872.). Uspěl i v prvních přímých volbách do Říšské rady roku 1873, kdy byl zvolen do vídeňského parlamentu za kurii venkovských obcí, obvod Trutnov, Vrchlabí atd. Mandát zde obhájil ve volbách roku 1879, volbách roku 1885, volbách roku 1891 a volbách roku 1897. Poslancem byl až do konce funkčního období Říšské rady v roce 1901 a s malou přestávkou na počátku 70. let tak vykonával mandát v celostátním parlamentu více než 30 let.
V zákonodárných sborech patřil k liberální německé levici (takzvaná Ústavní strana, liberálně a centralisticky orientovaná, odmítající federalistické aspirace neněmeckých etnik). V jejím rámci tvořil sociálně orientované křídlo, kladl důraz na reformy sociálního systému a dělnickou otázku. V roce 1869 ho dělnické spolky oslavovaly jako prvního sociálního demokrata ve vídeňském parlamentu (ačkoliv formálně byl členem poslaneckého pokrokového klubu a v politice vystupoval spíš jako jednotlivec). Proslulým se stal jeho trvalý boj proti loteriím. V březnu 1874 navrhl v Říšské radě vykázání jezuitů z Rakouska. Zaměřoval se i na zdravotnická témata. Vynikal vysokou účastí během jednání Říšské rady.
V říjnu 1879 je zmiňován na Říšské radě coby člen mladoněmeckého Klubu sjednocené Pokrokové strany (Club der vereinigten Fortschrittspartei). Od roku 1881 byl členem klubu Sjednocené levice, do kterého se spojilo několik ústavověrných (liberálně a centralisticky) orientovaných politických proudů. Za tento klub uspěl i ve volbách roku 1885. Po rozpadu Sjednocené levice přešel do frakce Německý klub. V roce 1890 se uvádí jako poslanec obnoveného klubu německých liberálů, nyní oficiálně nazývaného Sjednocená německá levice. I ve volbách roku 1891 byl na Říšskou radu zvolen za klub Sjednocené německé levice. V roce 1897 byl do parlamentu zvolen za Německou pokrokovou stranu.
V posledních letech před smrtí se stáhl z veřejného života kvůli vysokému věku a oční chorobě. Zemřel po krátké nemoci v srpnu 1906.